# Чорногуз Ярина Ярославівна
Яри́на Яросла́вівна Чорногу́з (нар. 18 травня 1995, Київ, Україна) — українська поетеса, волонтерка, військовослужбовиця, морський піхотинець, бойовий медик, розвідниця Збройних сил України, учасниця російсько-української війни. Лавреатка Національної премії України імені Тараса Шевченка (2024).

## Життєпис
Ярина Чорногуз народилася 18 травня 1995 року в місті Києві. Батько — митець і громадський діяч Ярослав Чорногуз; дід — письменник Олег Чорногуз.
Закінчила факультет гуманітарних наук Національного університету «Києво-Могилянська академія» (2019, магістр).
У 2010-х роках була активісткою Громадянського руху «Відсіч». Учасниця Революції гідності. Координаторка ініціативи «Переходь на українську», співорганізаторка проєкту «Мовомарафон-25», організаторка акції «Весна на граніті». Була парамедиком-волонтером на ротаціях у медичному добровольчому батальйоні «Госпітальєри».
У 2020 році була бойовим медиком за контрактом, від 2021 — на передовій, як бойовий медик і розвідниця в 140-му окремому розвідувальному батальйоні Морської піхоти України.

## Особисте життя
Виховує дочку Орисю. У 2020 році повідомила про свою бісексуальну орієнтацію.

## Творчість
Авторка збірки віршів «Як вигинається воєнне коло» (2020; коханому Миколі Сорочуку («Красний»), який загинув 22 січня 2020 року на передовій від кулі снайпера), «[dasein: оборона присутності]» (2023).

## Нагороди та відзнаки
- Національна премія України імені Тараса Шевченка (5 березня 2024) — за книгу поезій «[dasein: оборона присутності]»[14];
- Премія Women in Arts у категорії «Жінки в літературі» (2024)[15];
- медаль «За військову службу Україні» (2 березня 2023) — за особисту мужність, виявлену у захисті державного суверенітету та територіальної цілісності України, самовіддане виконання військового обов'язку[16];
- медаль «За врятоване життя» (19 травня 2022) — за особисту мужність і самовіддані дії, виявлені у захисті державного суверенітету та територіальної цілісності України, вірність військовій присязі[17];
- лауреатка IV премії літературного конкурсу видавництва «Смолоскип» (2020) — за збірку «Як вигинається воєнне коло»[18];
- у 2021 році увійшла до списку 100 найвпливовіших жінок України від журналу «Фокус»[19].